# Termogravimetrija
Termogravimetrija je jedan od pouzdanijih načina određivanja hemijskog sastava uzorka. Ova metoda omogućava praćenje promene mase uzorka sa povišenjem temperature. Uzorak se zagreva u električnoj peći tako da temperatura ravnomerno raste zadatom brzinom (može se kontrolisati preko napona termopara), dok se promena mase zapaža na vagi.
Na bazi izmene promene mase, moguće je utvrđivati i tačne procentne odnose komponenti, kao i stehiometrijske odnose konstituenta u jedinjenjima.
TG kriva, koja predstavlja zavisnost promene mase u funkciji promene temperature, baždari se na osnovu izmerene početne mase uzorka i osetljivosti mernog instrumenta. Ako je, npr., početna masa 1000mg, a osetljivost mernog instrumenta 40%, tada se na dnu skale promene mase nalazi 400mg.